# سجق غايا

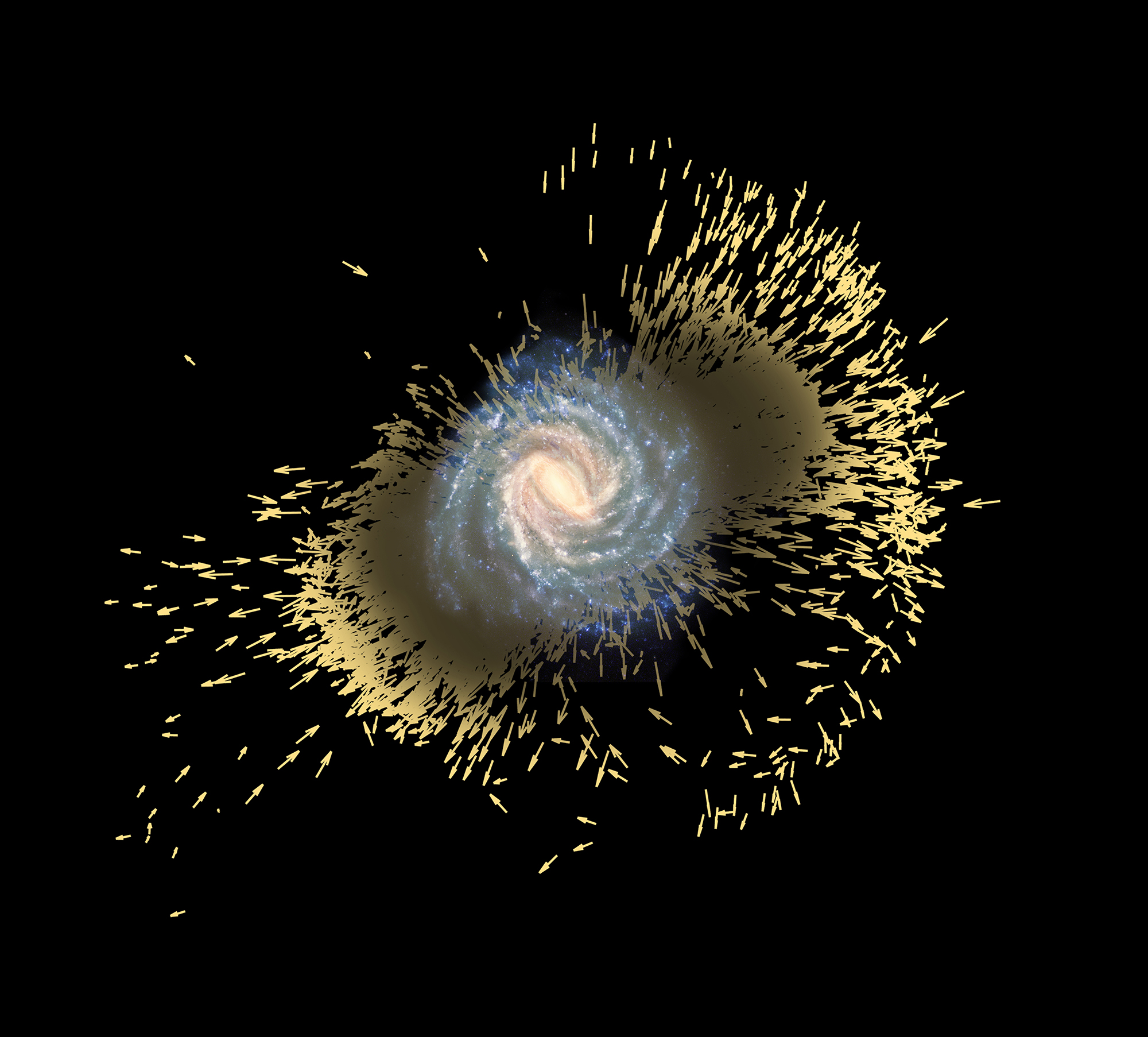
توضح هذه الصورة محاكاة لمجرة السجق حيث تمثل الأسهم الصفراء حركات و مواقع النجوم و تم أخذ هذه البيانات من محاكاة لإندماج المجرة مع مجرة درب التبانة حيث يُعتقد إن هذا ما حصل.

مجرة السجق أو سجق غايا هي بقايا من مجرة قزمة إندَمَجت مع مجرة درب التبانة منذ حوالي 8 إلى 11 مليار سنة، ونتيجة لهذا الإندماج زادت 8 عناقيد كروية إلى مجرتنا درب التبانة بالإضافة إلى 50 مليار كتلة شمسية من النجوم والغازات والغبار النجمي والمادة المظلمة.
و سُميت المجرة بـ «سجق غايا» بسبب الشكل الشبيه بالسجق والنجوم الموجودة على أطراف المجرة. باستخدام بيانات من مهمة غايا، في مراقبة النجوم التي اندمجت مع مجرة درب التبانة، وجد إن لها مدارات مستطيلة، وتقع في أبعد المناطق في مداراتها حيث تبعد حوالي 20 فرسخ فلكي من مركز المجرة فيما يسمى بـ«كسر الهالة»، وقد شوهدت هذه النجوم سابقًا في بيانات البعثة الفضائية هيباركوس وحُددت هذه النجوم على أنها نشأت من مجرة تراكمية.
هناك عناقيد نجمية حُددت على أنها كانت سابقاً موجودة في مجرة سجق غايا قبل اندماجها مع مجرتنا درب التبانة وهي مسييه 2 مسييه 56 وMessier 75 وMessier 79 وNGC 1851 وNGC 2298 وNGC 5286 .

## NGC 2808: هل هو عنقود نجمي أم لُب مجرة السجق قديماً؟

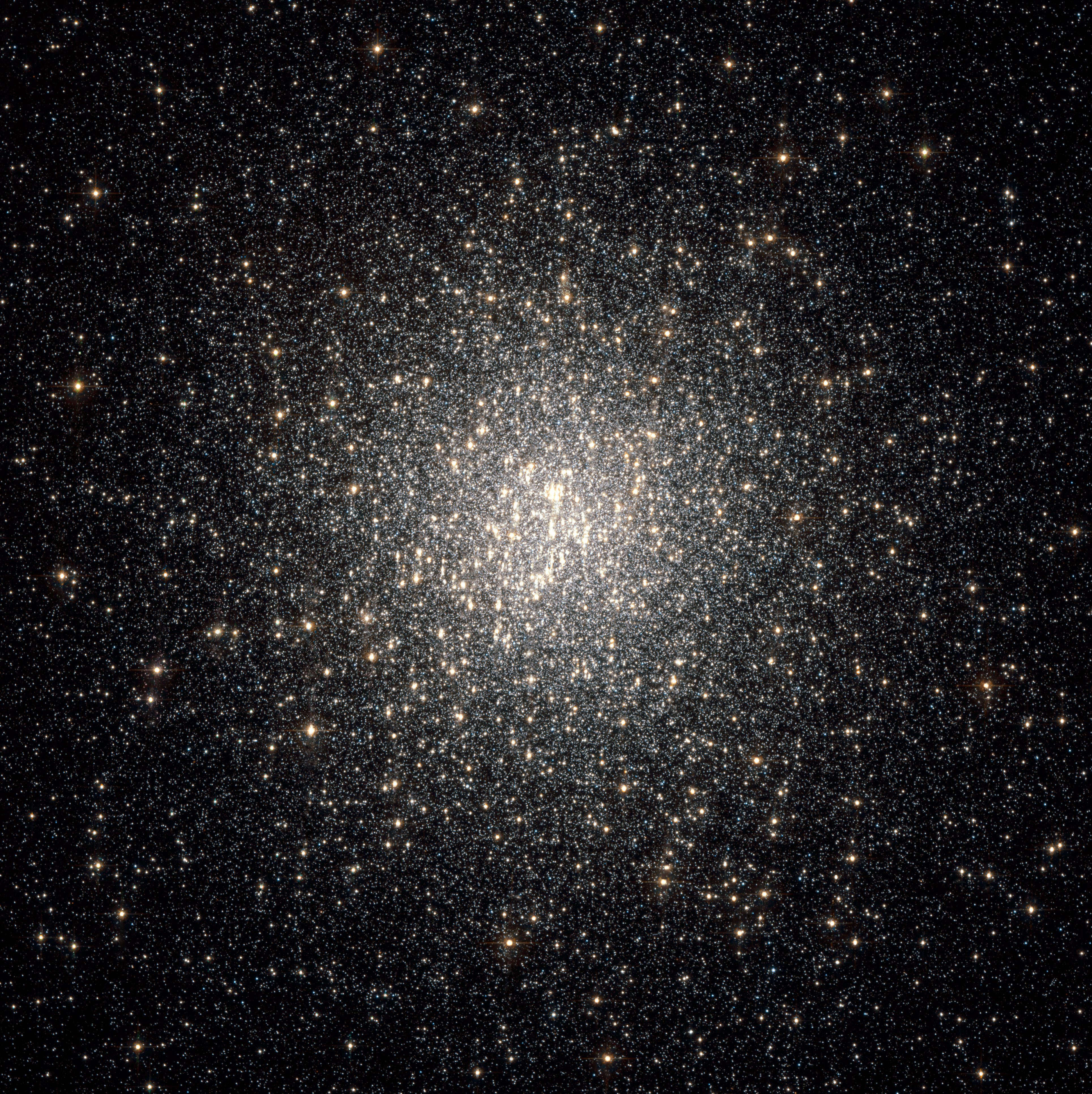
NGC 2808 ، المركز القديم المحتمل لمجرة سجق غايا

NGC 2808 هو عنقود نجمي كُروي يَعود لِمجرة سجق غايا، وَيَتكون هذا التجمع مِن ثلاثة أجيال مِن النُجوم، حيثُ وُلِدَت جميعها في غضون 200 مليون سنة من تكوين العنقود النجمي NGC 2808.
و إحدى النظريات لِحساب أنواع ثلاثة أجيال من النجوم تقول بأن العنقود النجمي NGC 2808 كان بالأصل المركز لمجرة سجق غيا، وهذا أيضاً يعتبر تفسير لعدد النجوم، الذي يزيد عن مليون نجم، وهو يعتبر عدد كبير من النجوم بشكل غير طبيعي بالنسبة للعناقيد النجمية بشكل عام.

## نجوم المجرة
النجوم في هذه المجرة القزمة تدور حول مركز مجرة درب التبانة مع إنحرافات شديدة في حدود 0.9. كما إنها مليئة بالمعادن ومعادنها أعلى عادةً من نجوم الهائلة الأخرى، حيث يحتوي معظمها على 2% على الأقل من القيمة الشمسية 
و في الحقيقة أن مجرة سجق غايا كان لها الفضل الكبير في بناء مجرة درب التبانة وذلك عن طريق إندماج مواد وغبار المجرة في القرص الرقيق لمجرة درب التبانة وجعله قرصاً سميكاً، بينما أدى الغاز الذي إندمج مع مجرة درب التبانة إلى إطلاق مرحلة جديدة من تكوين النجوم بشكل كبير داخل المجرة وزاد من سُمك المجرة. ويحتوي حطام مجرة سجق غايا المتبقي والذي يطفو حول مجرتنا على جزء كبير غني بالمعادن من هالة المجرة.

## روابط خارجية
- Gaia Sausage Simulation على يوتيوب YouTub
- Jocelyn Duffy (4 يوليو 2018). "The Gaia Sausage: The major collision that changed the Milky Way galaxy". Carnegie Mellon University. مؤرشف من الأصل في 2023-05-02.
- Sarah Collins (4 يوليو 2018). "The Gaia Sausage: The major collision that changed the Milky Way". University of Cambridge. مؤرشف من الأصل في 2023-05-02.